# Meister von San Martino a Mensola
Als Meister von San Martino a Mensola (it. Maestro di San Martino a Mensola) oder auch manchmal Meister vom Hochaltar von S. Martino a Mensola wird ein italienischer Maler bezeichnet, der im 15. Jahrhundert in der Gegend um Florenz tätig war. Der namentlich nicht sicher bekannte Künstler erhielt seinen Notnamen nach seinem Hochaltarbild in der Kirche San Martino oberhalb von Ponte a Mensola, einem Ort bei Settignano, nordöstlich von Florenz. Das um 1391 entstandene Werk zeigt eine Madonna mit Kind.
Dem Meister von San Martino a Mensola können eventuell noch einige andere Tafelbilder zugeordnet werden, jedoch ist sein Werkkatalog nicht unbedingt genau feststellbar. Wie im Mittelalter allgemein üblich hat er seine Bilder nicht signiert, es können jedoch durch Stilvergleich beispielsweise von Stoffmustern der Kleidung der Figuren einige Werke zusammengruppiert und dem Meister oder seinem Umkreis zugeordnet werden. Einige der Werke des Meisters sind in Privatbesitz, so beispielsweise drei Bilder der Madonna mit Heiligen.
Eventuell besteht eine Beziehung zwischen dem Meister von San Martino a Mensola und dem florentinischen Maler Giovanni Bonsi, der um 1350 aktiv war. Es kann vermutet werden, dass der Meister sein Handwerk in dessen Werkstatt erlernte. Jedoch soll er auch spanische Einflüsse zeigen.
Es wird vorgeschlagen, den Meister von San Martino a Mensola mit dem Maler Francesco di Michele zu identifizieren. Im Besitz der Galleria dell Academia in Florenz befindet sich das Bild eines Heiligen, das Michele zugeschrieben und in dessen Bildbeschreibungen er mit dem Meister von San Martino a Mensola gleichgesetzt ist.